# دوري جبل طارق لكرة القدم
دوري جبل طارق لكرة القدم هو المستوى الأول والوحيد لكرة القدم في جبل طارق، تأسس عام 2019 باسم دوري جبل طارق الوطني بعد اندماج دوري جبل طارق الممتاز، والذي كان بمثابة القسم الأعلى لكرة القدم منذ عام 1905، مع دوري جبل طارق الثاني الذي كان موجودًا منذ عام 1909، أعلن عن الدوري في أغسطس 2019 من قبل اتحاد جبل طارق لكرة القدم.